# Страстная неделя (фильм)
«Страстна́я неде́ля» (пол. Wielki Tydzień) — кинофильм Анджея Вайды 1996 года. Фильм снят по мотивам повести польского писателя Ежи Анджеевского.
Драма о нацистском гетто. Зрителям старше 14 лет.

## Сюжет
Варшава, 1943 год. Восстание в гетто застает оккупационные власти врасплох. Ян помогает молодой еврейке Ирене скрыться в его пригородном доме. Но передышка длится недолго: к концу недели восстание подавлено, город горит. Однако Ирена продолжает борьбу за жизнь…

## В ролях
- Беата Фудалей — Ирена Лилиен
- Войцех Маляйкат — Ян Малецкий
- Магдалена Варжеха — Анна Малецкая
- Божена Дыкель — пани Пиотровская
- Цезарь Пазура — пан Пиотровский
- Войцех Пшоняк — пан Замойский, хозяин дома
- Агнешка Котуланка — пани Карская
- Артур Барсич — пан Залесский
- Мария Северин — панна Марта